# Verdragen van Schengen

deelnemende EU-lidstaten
deelnemende niet-EU-lidstaten
niet-deelnemende EU-lidstaat, maar verplicht deel te nemen
EU-lidstaat met een opt-out
de facto deelnemende niet-EU-lidstaat
niet-EU-lidstaten met een open grens

De Verdragen van Schengen (gezamenlijk ook wel bekend als het Verdrag van Schengen of Akkoord van Schengen) zijn verdragen tussen een aantal Europese landen om het vrije verkeer van personen mogelijk te maken. Het grondgebied van deze landen vormt de Schengenzone. De verdragen zijn voor 29 landen in werking getreden. De paspoortcontroles vinden aan de buitengrenzen van het  Schengengebied plaats.
De verdragen zijn genoemd naar de plaats van ondertekening, het Luxemburgse dorp Schengen.

## Geschiedenis
Op 14 juni 1985 ondertekenden de regeringsleiders van België, Nederland, Luxemburg, Duitsland en Frankrijk het eerste Verdrag van Schengen. Ze kwamen overeen de personencontrole aan hun gemeenschappelijke grenzen af te schaffen. Zo ontstond een gebied zonder binnengrenzen dat bekendstaat als Schengenruimte. Schengen is het dorp nabij het drielandenpunt tussen Luxemburg, Duitsland en Frankrijk, waar het verdrag werd ondertekend.
In 1986 werd de Europese Akte gesloten door de twaalf toenmalige leden van de Europese Gemeenschap. Deze Europese akte hield in dat er vanaf 1993 een interne Europese markt was met vrij verkeer van kapitaal, goederen, diensten en personen. Deze akte droeg sommige bevoegdheden van lidstaten over aan instellingen van de Europese Unie.
De Schengenlanden voerden een gemeenschappelijk visumbeleid in en spraken af dat zij doeltreffende controles aan de buitengrenzen zouden invoeren. Controles aan de binnengrenzen konden gedurende een beperkte periode worden verricht indien de openbare orde of de nationale veiligheid dit vereisten. De praktische implementatie van de afspraken werd geregeld in de Schengen Uitvoeringsovereenkomst.
De Schengenruimte werd geleidelijk uitgebreid en omvatte daarna 23 EU-lidstaten plus IJsland, Noorwegen, Zwitserland en Liechtenstein. De overeenkomst maakte sinds de inwerkingtreding van het Verdrag van Amsterdam integraal deel uit van de EU-verdragen. Ierland en het Verenigd Koninkrijk hadden in de EU-verdragen een uitzonderingspositie bedongen ten aanzien van Schengen. Ierland nam daarom niet deel aan de afspraken over grenscontroles en visa. Sinds Groot-Brittannië de EU verliet met de Brexit werd er nog geen verdrag gesloten over controles tussen deze twee aan elkaar grenzende landen.
Nadat de EU en Zwitserland op 26 oktober 2004 een overeenkomst tekenden betreffende de toetreding van Zwitserland tot de Schengenzone, volgde op 5 juni 2005 een referendum in Zwitserland. De Zwitserse bevolking stemde in met toetreding (54,6% voor, 45,4% tegen). Het verdrag trad voor Zwitserland pas op 15 december 2008 in werking als gevolg van een aantal noodzakelijke wetswijzigingen en aanpassingen die doorgevoerd moesten worden op de vliegvelden. Omdat Zwitserland geen deel uitmaakt van de Europese Economische Ruimte bleef douanecontrole op goederen bestaan.

### Roemenië, Bulgarije, Kroatië
In september 2011 werd tijdens de Raad van de Europese Unie de toetreding van Bulgarije en Roemenië tot de Schengenzone door Finland en Nederland geblokkeerd. Een compromisvoorstel van de Voorzitter van de Raad waarbij de werking van de Verdragen alleen van toepassing zou zijn voor grensoverschrijdingen op vliegvelden bleek niet haalbaar. In de landen die hun goedkeuring onthielden zouden interne politieke overwegingen tot deze keuze geleid hebben. Op 5 december 2013 maakte Duitsland bekend de toetreding van Roemenië en Bulgarije te blokkeren, dit vanwege de grote corruptie en omdat de Roemeense rechtsstaat onder druk staat.
Eind 2022 stond de mogelijke toetreding van Roemenië, Bulgarije en Kroatië opnieuw op de agenda van de EU. Op 2 december werd bekend dat Nederland opnieuw niet instemde met toetreding van Bulgarije tot de Schengenzone, maar wel met toetreding van de twee andere kandidaat-lidstaten. Oostenrijk maakte op het laatste moment bezwaar tegen toetreding van Roemenië, nadat het de toename van het aantal ongedocumenteerde vluchtelingen toeschreef aan Roemeense grensbewaking via de West-Balkanroute. Roemenië en Bulgarije zouden alleen als duo worden beoordeeld en toegelaten. Het lidmaatschap van Kroatië werd wel goedgekeurd. Op 15 december 2023 maakte de demissionaire regering van Nederland bekend dat ze alsnog de toetreding van Bulgarije tot het Schengengebied steunen. Een dag eerder echter dreigde Hongarije alsnog met een veto als Bulgarije zijn voornemen om de gasdoorvoer uit Rusland te belasten niet zou intrekken. Oostenrijk stelde een middenweg voor, het zogenaamde Air-Schengenmodel, waarbij de interne grenscontroles op vliegvelden en havens wel opgeheven konden worden. Roemenië stond positief tegenover deze optie, Bulgarije niet. Op 30 december 2023 besloot de Raad in te stemmen met deze optie en treden beide landen per 31 maart 2024 gedeeltelijk toe tot het Schengengebied. Na gesprekken met Oostenrijk besloot de Raad op 12 december 2024 unaniem om beide landen volledig toegang te geven tot het Schengengebied vanaf 1 januari 2025. Een motie van de PVV kon de Nederlandse eerdere steun niet tegenhouden.
De kwestie omtrent toetreding staat geheel los van het opengaan van de arbeidsmarkt voor Roemenen en Bulgaren vanaf 1 januari 2014.

## Inhoud van het verdrag

### Vrij verkeer van personen
Burgers van de lidstaten die het verdrag hebben ondertekend hebben geen visum nodig om binnen de Schengenruimte te reizen.
Met een visum voor eender welk Schengenland kan men vrij in de Schengenruimte reizen. Het standaard toeristenvisum (C-visum) is drie maanden geldig en dient te worden aangevraagd bij het land dat het hoofddoel van verblijf is (of, indien dat onbekend is, het land van eerste aankomst).
Ook mag de politie van een Schengenland een verdachte achtervolgen tot binnen een ander Schengenland. Hierbij moet een eventuele aanhouding worden uitgevoerd door de lokale politie.

### Tijdelijke ontheffing
Volgens de Schengengrenscode van 2006 hebben de Schengenlanden recht op tijdelijke ontheffing van het verdrag als er sprake is van een ernstige bedreiging van de openbare orde of de binnenlandse veiligheid. In dat geval mogen er gedurende 30 dagen of zolang de bedreiging duurt, opnieuw grenscontroles worden ingevoerd. Zo is voor Duitsland tijdens het wereldkampioenschap voetbal 2006 het verdrag opgeschort om voetbalhooligans en relschoppers aan de grens te kunnen weren. Frankrijk paste deze uitzondering toe in 2011 om de stroom van Tunesische migranten vanuit Italië te beperken. Op zondag 13 september 2015 voerde Duitsland naar aanleiding van de Europese migrantencrisis opnieuw grenscontroles in om de toestroom van migranten te weren aan de grens tussen Duitsland en Oostenrijk. Denemarken heeft sinds 2016 grenscontroles ingevoerd wegens terreurdreigingen. Deze zijn in april 2019 weer voor een halfjaar verlengd. Tijdens de coronacrisis van 2020 sloten verschillende landen hun grenzen om de verspreiding van het virus in te perken. Er werden op sommige plaatsen grenscontroles geïnstalleerd, om deze maatregel te handhaven.

## Lidmaatschap en inwerkingtreding
De Europese Unie en de Verdragen van Schengen zijn geen synoniemen en hebben niet dezelfde geografische ligging. Er zijn niet-EU-landen die zich in het Schengengebied bevinden (IJsland, Liechtenstein, Noorwegen, Zwitserland, Monaco, San Marino en Vaticaanstad) en er zijn ook landen die deel uitmaken van de EU en geen deel uitmaken van het Akkoord van Schengen (Ierland); voor Cyprus is het verdrag nog niet in werking getreden.
Hieronder in chronologische volgorde de data van lidmaatschap van en toetreding tot het Verdrag van Schengen. Voor elk land geldt dat de datum van lidmaatschap anders is dan de datum van toetreding.
| Land          | Datum van lidmaatschap        | Datum van inwerkingtreding |
| ------------- | ----------------------------- | -------------------------- |
| België        | 14 juni 1985                  | 26 maart 1995              |
| Duitsland     | 14 juni 1985                  | 26 maart 1995              |
| Frankrijk     | 14 juni 1985                  | 26 maart 1995              |
| Luxemburg     | 14 juni 1985                  | 26 maart 1995              |
| Nederland     | 14 juni 1985                  | 26 maart 1995              |
| Italië        | 27 november 1990              | 26 oktober 1997            |
| Portugal      | 25 juni 1992                  | 26 maart 1995              |
| Spanje        | 25 juni 1992                  | 26 maart 1995              |
| Griekenland   | 6 november 1992               | 26 maart 1995              |
| Oostenrijk    | 28 april 1995                 | 1 december 1997            |
| Denemarken    | 19 december 1996              | 25 maart 2001              |
| Finland       | 19 december 1996              | 25 maart 2001              |
| IJsland       | 19 december 1996              | 25 maart 2001              |
| Noorwegen     | 19 december 1996              | 25 maart 2001              |
| Zweden        | 19 december 1996              | 25 maart 2001              |
| Cyprus        | 1 mei 2004                    | vooralsnog niet            |
| Estland       | 1 mei 2004                    | 21 december 2007           |
| Hongarije     | 1 mei 2004                    | 21 december 2007           |
| Letland       | 1 mei 2004                    | 21 december 2007           |
| Litouwen      | 1 mei 2004                    | 21 december 2007           |
| Malta         | 1 mei 2004                    | 21 december 2007           |
| Polen         | 1 mei 2004                    | 21 december 2007           |
| Slovenië      | 1 mei 2004                    | 21 december 2007           |
| Slowakije     | 1 mei 2004                    | 21 december 2007           |
| Tsjechië      | 1 mei 2004                    | 21 december 2007           |
| Zwitserland   | 26 oktober 2004               | 15 december 2008           |
| Liechtenstein | 14 januari 2009 (ratificatie) | 19 december 2011           |
| Kroatië       | 9 december 2011               | 1 januari 2023             |
| Bulgarije     | 25 april 2005                 | 31 maart 2024              |
| Roemenië      | 25 april 2005                 | 31 maart 2024              |

Sinds de toetreding van Bulgarije en Roemenië tot de Schengenzone omvat dit gebied 29 landen; 25 lidstaten van de Europese Unie en vier niet-lidstaten (Noorwegen, IJsland, Zwitserland en Liechtenstein). Het gebied omvat zo'n 440 miljoen inwoners en heeft een oppervlakte van 4.595.000 vierkante kilometer.

### Uitzonderingen
De volgende territoria van de lidstaten worden niet gedekt door het verdrag:
- Bonaire, Sint Eustatius en Saba van Nederland
- Franse overzeese gebieden van Frankrijk
- Spitsbergen van Noorwegen (vrije toegang is geregeld via het Spitsbergenverdrag waaraan ook niet-Schengenlanden deelnemen)
- Groenland en de Faeröereilanden van Denemarken

San Marino noch Vaticaanstad hebben overeenkomsten gesloten met de EU over het vrije verkeer van personen, en beide maken geen deel uit van de Schengenzone. Echter, dankzij bilaterale overeenkomsten met Italië (dat wel deel uitmaakt van de Schengenzone) worden er geen grenscontroles gehouden tussen de Schengenzone en hun grenzen. Monaco heeft soortgelijke afspraken met Frankrijk.
Grenscontroles blijven bestaan bij de grens van Schengen met Andorra. Echter, Andorra hanteert het beleid dat eenieder die in Frankrijk en Spanje mag verblijven, tevens Andorra in mag reizen.

## Economie
Voor elke twee landen in het Schengengebied neemt de totale handel tussen beide toe met ongeveer 0,1% per jaar. Dezelfde toename van de handel wordt weer behaald voor elke 1% jaarlijkse toename van immigratie tussen de landen. Gemiddeld is het afschaffen van controles aan elke grens gelijk aan het schrappen van een tarief van 0,7% en nemen de kostenbesparingen op een handelsroute toe met het aantal overschreden binnengrenzen. Landen buiten het Schengengebied profiteren ook.
Ongeveer 1,7 miljoen mensen pendelen dagelijks om over een Europese grens te werken, en in sommige regio's vormen deze mensen een derde van de beroepsbevolking. Zo werkt 2,1% van de werknemers in Hongarije in een ander land, voornamelijk Oostenrijk en Slowakije. Jaarlijks worden er in totaal 1,3 miljard grensovergangen van Schengen overschreden. 57 miljoen overtochten zijn het gevolg van goederenvervoer over de weg, met een waarde van 2,8 biljoen euro per jaar. De handel in goederen wordt sterker beïnvloed dan de handel in diensten en de daling van de handelskosten varieert van 0,42% tot 1,59%, afhankelijk van geografie, handelspartners en andere factoren.